# Sciopero generale del 1904
Lo sciopero generale del 1904 è stato lo sciopero generale promosso dai sindacalisti rivoluzionari di Arturo Labriola e dal Partito Socialista Italiano di Filippo Turati, indetto dalla Camera del Lavoro di Milano il 15 settembre 1904 e protratto fino al 21 settembre.

## Antefatti
Dopo le sanguinose repressioni del 1894 del Governo Crispi III per lo scioglimento dei Fasci siciliani e quelle del 1898, durante i Moti di Milano compiute dall'esercito al comando di Bava Beccaris con cannoni e armi da guerra dove perirono circa 300 persone; nel 1889, con l'entrata in vigore del nuovo codice penale fu abrogato il reato di sciopero.
Nei primi anni del secolo, a seguito dell'avvenuta legittimazione dell'azione sindacale, nacquero le Camere del lavoro e le federazioni nazionali di categoria che poterono partecipare ad accordi con i governi per l'approvazione di atti legislativi riguardanti il lavoro ed i diritti dei lavoratori.
Questa nuova fase diede i suoi risultati soprattutto nel Centro-Nord, mentre al Sud l'azione dello Stato continuò a privilegiare l'aspetto repressivo ed i conflitti sociali furono repressi nel sangue.
Nel 1904 il 16 maggio in Puglia, a Cerignola, durante lo svolgimento di una dimostrazione popolare, ci furono cinque morti e quattordici feriti; il 4 settembre in Sardegna, a Buggerru l'esercito sparò sui minatori che chiedevano dei miglioramenti dell'orario di lavoro uccidendo quattro manifestanti e ferendone undici. L'11 settembre a Milano, per protestare contro la violenza esercitata dalle forze dell'ordine in occasione degli avvenimenti appena descritti, la Camera del lavoro approvò una mozione per lo sciopero generale da organizzare in tutta Italia entro otto giorni. 
Il 14 settembre in Sicilia, a Castelluzzo, ai contadini che protestavano contro lo scioglimento di una riunione locale e l'arresto del dirigente di una cooperativa agricola, i carabinieri opposero il fuoco dei fucili lasciando sul terreno due morti e dieci feriti.

## Proclamazione, attuazione e fine dello sciopero
Il 15 settembre in tutta Italia, alla notizia dell'ennesima strage, l'indignazione raggiunge livelli altissimi. Tutte le riunioni di chiarimento tra la direzione del partito socialista e i dirigenti del sindacato milanese programmate furono annullate e la Camera del Lavoro di Milano proclamò lo sciopero. Dalla mattinata del giorno successivo lo sciopero generale cominciò ad attuarsi con larga partecipazione a Milano e a Genova e via via a Parma, Torino, Bologna, Livorno, Roma.
Nei giorni seguenti la mobilitazione coinvolse Bari, Napoli, Palermo, Catanzaro, Brescia, Biella, Venezia, Perugia, ed in particolare lo sciopero si estese anche nelle campagne.
Dopo l'assunzione di impegno, da parte di un gruppo di parlamentari socialisti, a presentare in Parlamento una proposta di legge per vietare l'uso delle armi alle forze dell'ordine durante gli scioperi, il 21 settembre lo sciopero si concluse.
Giolitti chiese ed ottenne dal re lo scioglimento delle Camere e le elezioni anticipate, nel voto del 9-11 novembre il partito socialista, nonostante l'allargamento dei consensi, perse cinque deputati in Parlamento.